# 1869 en science-fiction
| Années de la science-fiction : 1866 - 1867 - 1868 - 1869 - 1870 - 1871 - 1872    |
| Décennies de la science-fiction : 1830 - 1840 - 1850 - 1860 - 1870 - 1880 - 1890 |

L'année 1869 a connu, en matière de science-fiction, les faits suivants :

## Naissances et décès

### Naissances
- 8 février : Irene Clyde écrivaine de science-fiction féministe britannique[1], morte en 1954.

## Parutions littéraires
- Vingt Mille Lieues sous les mers, roman d'aventures de Jules Verne, paru en 1869-1870.